# Quartier des Fleurs (Schaerbeek)
 (août 2025).
Si vous disposez d'ouvrages ou d'articles de référence ou si vous connaissez des sites web de qualité traitant du thème abordé ici, merci de compléter l'article en donnant les références utiles à sa vérifiabilité et en les liant à la section « Notes et références ».
Le quartier des Fleurs (en néerlandais : Bloemenwijk) est un quartier résidentiel de la commune de Schaerbeek, dans la Région de Bruxelles-Capitale. Il est ainsi nommé car ses rues portent presque toutes des noms de fleurs, comme les rues des Pensées, des Mimosas ou des avenues des Capucines, des Glycines, des Jacinthes ou des Héliotropes.
Bordé d'un côté par le parc Josaphat et de l’autre côté par le quartier Terdelt, le quartier des Fleurs est également surplombé par l'église Sainte-Suzanne, construite principalement en béton entre 1926 et 1928. On trouve dans le quartier des constructions d’esprit Art déco.
Le quartier des Fleurs, construit à partir des années 1930, a une vocation essentiellement résidentielle. C’est la présence du parc Josaphat qui inspira aux édiles schaerbeekois l’idée de pourvoir les artères voisines de noms de fleurs.
Le peintre René Magritte habita au numéro 97 de la rue des Mimosas de 1954 à sa mort en 1967.

## Patrimoine
Ce quartier accueille plutôt un habitat bourgeois avec ses maisons modestes, de vastes hôtels de maître, des maisons de style cottage ou Art déco.
L’église Sainte-Suzanne a été élevée à la mémoire de Suzanne Maes. Sa mère offrit une partie des fonds nécessaires à l’érection de l’édifice. Le jeune architecte Jean Combaz s’inspira de l’église Notre-Dame du Raincy, près de Paris. Les travaux débutèrent en 1926. L’église est la première à Bruxelles pour laquelle on utilisa l’usage du béton armé. Elle est ouverte au culte le 11 août 1928, le jour de la fête de sainte Suzanne. 
L’ancien cimetière de Schaerbeek situé place Terdelt, près de la chaussée de Haecht, fut ouvert le 1er janvier 1868. Il avait une superficie de huit hectares. Devenu trop exigu, de nouveaux terrains furent alors acquis sur les communes d’Evere et de Woluwe-Saint-Étienne. L’ancien cimetière est fermé le 31 décembre 1965. Désaffecté en 1972, sur une partie on y installa un complexe sportif ainsi que le parc Albert Ier. L’ensemble a été inauguré le 7 juin 1981.

## Transport en commun
Le quartier est desservi par la STIB : tram 7 - bus 64, 65 et 66

## Liste des rues du quartier
- allée des Freesias
- avenue des Capucines
- avenue des Glycines
- avenue Gustave Latinis
- avenue des Jacinthes
- avenue des Héliotropes
- rue des Mimosas
- rue des Pensées